# اس‌پی‌آی‌ان
اس‌پی‌آی‌ان (به انگلیسی: SPiN) یک شبکه بین‌المللی از کافه‌های تنیس روی میز است. این شرکت در سال ۲۰۰۹ توسط جاناتان بریکلین، اندرو گوردون، فرانک رارینوسی و والی گرین تأسیس شد.

## تاریخچه و شعب

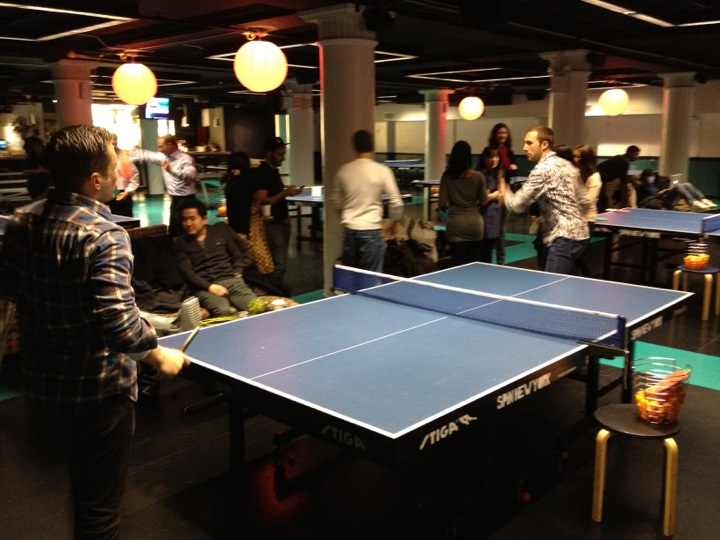
عکس داخلی از SPiN نیویورک

اولین شعبه SPIN در منطقه فلت‌آیرون نیویورک در خیابان پارک افتتاح شد.
اولین فرانشیز SPIN خارج از نیویورک در سال ۲۰۱۰ در میلواکی افتتاح شد (بار تنیس روی میز در این مکان دیگر با برند SPIN مرتبط نیست). در سال ۲۰۱۱، یک شعبه در تورنتو و در سال ۲۰۱۳ شعبه‌ای (شامل یک میز پینگ پنگ طلاکاری شده) در دبی افتتاح شد (بعداً به دلیل انطباق با قوانین محافظه‌کارانه‌تر نوشیدن الکل در دبی بسته شد). شعبه‌های دیگری نیز در آستین، شیکاگو،  لس آنجلس، فیلادلفیا، و سانفرانسیسکو افتتاح شده‌اند. تا سال ۲۰۱۷، هفت شعبه SPiN در ایالات متحده و کانادا وجود دارد.

## مفهوم و بازاریابی
مفهوم SPIN از مهمانی‌های محبوب تنیس روی میز (به نام "پینگ پنگ برهنه") الهام گرفته شده بود که به‌طور منظم توسط بنیان‌گذاران SPIN، بریکلین، رارینوسی، و گرین به همراه کازوکی یوکویاما برگزار می‌شد. فرانشیزهای SPiN شامل بارها و رستوران‌های کامل به همراه میزهای پینگ‌پنگ هستند. مشتریان می‌توانند میزهای پینگ‌پنگ را رزرو کنند (از جمله میز «میدان مرکزی» در بسیاری از مکان‌ها) و سپس برای یک هزینه ساعتی بازی کنند (یا عضویت خریداری کنند). افتتاحیه‌های مکان‌ها اغلب شامل حضور افراد مشهور و بازیکنان حرفه‌ای تنیس روی میز است. این زنجیره با سازمان‌هایی مانند بنیاد گلاید همکاری کرده است تا دسترسی به تنیس روی میز را برای جوانانی که ممکن است در غیر این صورت نتوانند بازی کنند، فراهم کند.

پانوراما از فضای داخلی SPiN سانفرانسیسکو